# 11 Tracks of Whack
11 Tracks of Whack är ett album från 1994 med Walter Becker.

## Låtlista
(Alla spår skrivna av Walter Becker utom där annat anges)
1. "Down in the Bottom" – 4:16
2. "Junkie Girl" – 4:07
3. "Surf and/or Die" – 6:15
4. "Book of Liars" – 4:09
5. "Lucky Henry" – 4:39
6. "Hard Up Case" – 4:56
7. "Cringemaker" (Becker, Parks) – 5:11
8. "Girlfriend" – 5:43
9. "My Waterloo" – 4:02
10. "This Moody Bastard" – 5:18
11. "Hat Too Flat" – 5:26
12. "Little Kawai" – 2:44
13. "Medical Science" - extraspår som bara finns på den japanska utgåvan av denna cd.